# Galium turgaicum
Galium turgaicum är en måreväxtart som beskrevs av Knjaz.. Galium turgaicum ingår i släktet måror, och familjen måreväxter.
Artens utbredningsområde är Kazakstan. Inga underarter finns listade i Catalogue of Life.